# اليخاندرو مارتينيز
اليخاندرو مارتينيز (بالإسبانية: Alejandro Martínez Sánchez) (12 أغسطس 1990 إشبيلية إسبانيا - ) هو لاعب كرة قدم إسباني يلعب كلاعب وسط.

## روابط خارجية
- اليخاندرو مارتينيز على موقع قاعدة بيانات كرة القدم.إي يو (الإنجليزية)
- اليخاندرو مارتينيز على موقع Soccerbase.com (لاعب) (الإنجليزية)
- اليخاندرو مارتينيز على موقع Soccerway.com (الإنجليزية)
- اليخاندرو مارتينيز على موقع عالم كرة القدم.نت (الإنجليزية)
- اليخاندرو مارتينيز على موقع AS.com (الإسبانية)